# Naturpark Taunus
Der Naturpark Taunus (bis Dezember 2012 Naturpark Hochtaunus genannt) ist ein Naturpark mit einer Fläche von 1347,75 km² im Mittelgebirge Taunus. Er ist einer von zwei hessischen Naturparks im Taunus und der zweitgrößte Naturpark in Hessen.

## Geografische Lage
Der Naturpark Taunus liegt im Hochtaunuskreis, Lahn-Dill-Kreis, Landkreis Limburg-Weilburg, Main-Taunus-Kreis, Wetteraukreis sowie im Landkreis Gießen. Soweit seine Grenzen nicht identisch mit den Außengrenzen seiner Mitgliedskörperschaften sind, wird er im Westen begrenzt von der Bundesautobahn 3, im Norden ungefähr vom Lahntal (reicht aber zwischen Runkel und Weilburg über die Lahn hinaus in den Westerwald) und im Osten von der Bundesautobahn 5. Im Süden endet er dort, wo das Main-Taunusvorland zwischen Frankfurt am Main und Wiesbaden beginnt. Der Park grenzt im Westen direkt an den Naturpark Rhein-Taunus.
Der Naturpark umfasst im Kern die als Hochtaunus bezeichnete Osthälfte der naturräumlichen Haupteinheit Hoher Taunus. Hier verläuft der Taunushauptkamm mit dem Großen Feldberg (881,5 m) als höchster Taunusberg. Zum Park gehört aber auch der nördlich dieses Kamms gelegene und flächenmäßig viel größere Östliche Hintertaunus. Hinzu kommt der dem Kamm südlich als schmaler Streifen vorgelagerte Vordertaunus, der zum Rhein-Main-Tiefland abfällt. Die ursprüngliche Parkbezeichnung als Naturpark Hochtaunus war deshalb nicht ganz zutreffend.

## Flora
Der Hochtaunus ist kaum besiedelt und dicht mit Nadelwald bedeckt. Im Östlichen Hintertaunus herrscht überwiegend Laubwald vor. Charakteristisch für den Taunus mit seinem welligen bis gebirgigen Relief sind ausgedehnte Streuobstwiesen, die sich besonders im Vordertaunus und an östlich auslaufenden Hängen zur Wetterau befinden.

## Nutzung
Die vorgenannten Landkreise haben mit der Stadt Frankfurt am Main einen Zweckverband gebildet mit der Aufgabe, in diesem als Erholungsgebiet besonders geeigneten Raum die heimische Pflanzen- und Tierwelt zu schützen, die Landschaft zu erhalten, zu gestalten sowie zu pflegen und dadurch den Menschen eine naturnahe Erholung zu ermöglichen. Der Naturpark ist ein beliebtes Naherholungsgebiet für Bewohner der Ballungsgebiete Rhein-Main und Lahn-Dill. Die Verbindung von Naturschutz und Tourismus zieht jährlich 18 Millionen Besucher an.

## Aufgaben und Auszeichnung

Logo des Naturpark Taunus

Eine der wesentlichen Aufgaben im Naturpark Taunus ist das Besuchermanagement – die Förderung eines möglichst reibungslosen Miteinanders verschiedener Gruppen von Erholungssuchenden, von Wanderern und Reitern bis zu Mountainbikern und Skifahrern. Zu den Maßnahmen zählen die Anlage eines Loipensystems für Skilangläufer, das im Sommer von Mountainbikern genutzt werden kann, sowie die Anbindung an den öffentlichen Nahverkehr durch Schaffung und Unterhaltung eines regionalen Busnetzes. Besonders letzteres trägt zur Entlastung ökologisch sensibler Gebiete durch die Reduzierung des Autoverkehrs im Park bei. In seinem Gebiet sind über 120 Parkplätze verteilt, die ebenfalls an die 210 Wanderwege direkt angeschlossen sind. 1240 km Wanderwege können mit geführten Wanderungen oder auf eigene Faust entdeckt werden. Für sportliche Besucher bietet der Park zu jeder Jahreszeit beste Voraussetzungen.
Für die Schaffung dieses attraktiven Angebots zur stadtnahen Erholung wurde der Naturpark 1998 mit dem ersten Preis des Bundeswettbewerbs Deutscher Naturparks des Bundesministeriums für Umwelt, Naturschutz und Reaktorsicherheit (BMU) ausgezeichnet.

## Organisation
Der Naturpark Taunus ist rechtlich als Zweckverband organisiert und übernimmt nach dem Gesetz über kommunale Gemeinschaftsarbeit (KGG) bestimmte Aufgaben der Mitglieder. Der Sitz der Geschäftsstelle des Zweckverbandes ist das Taunus-Informationszentrum (TIZ) an der Hohemarkstraße in Oberursel.

## Laufveranstaltungen

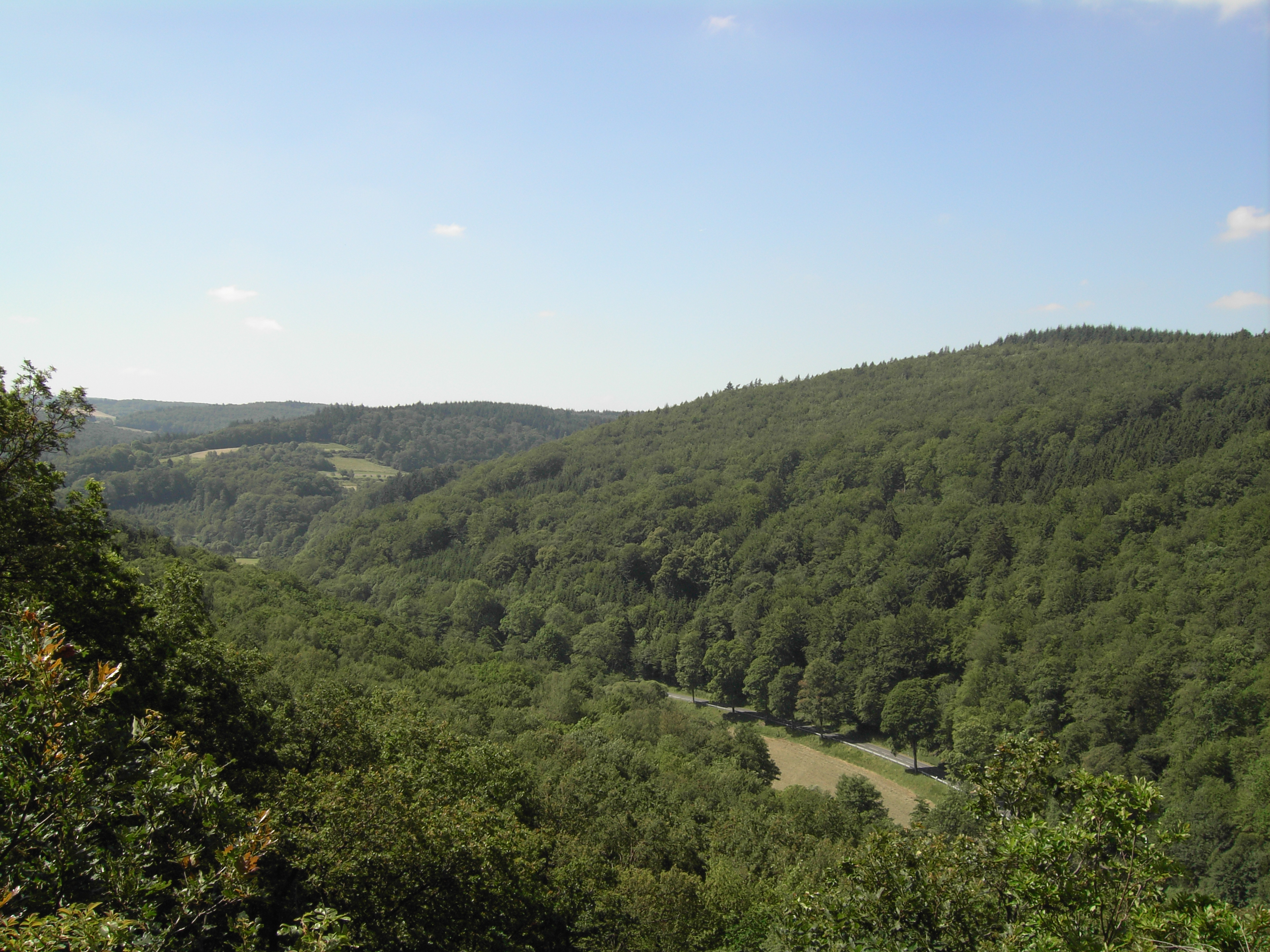
Weiltal

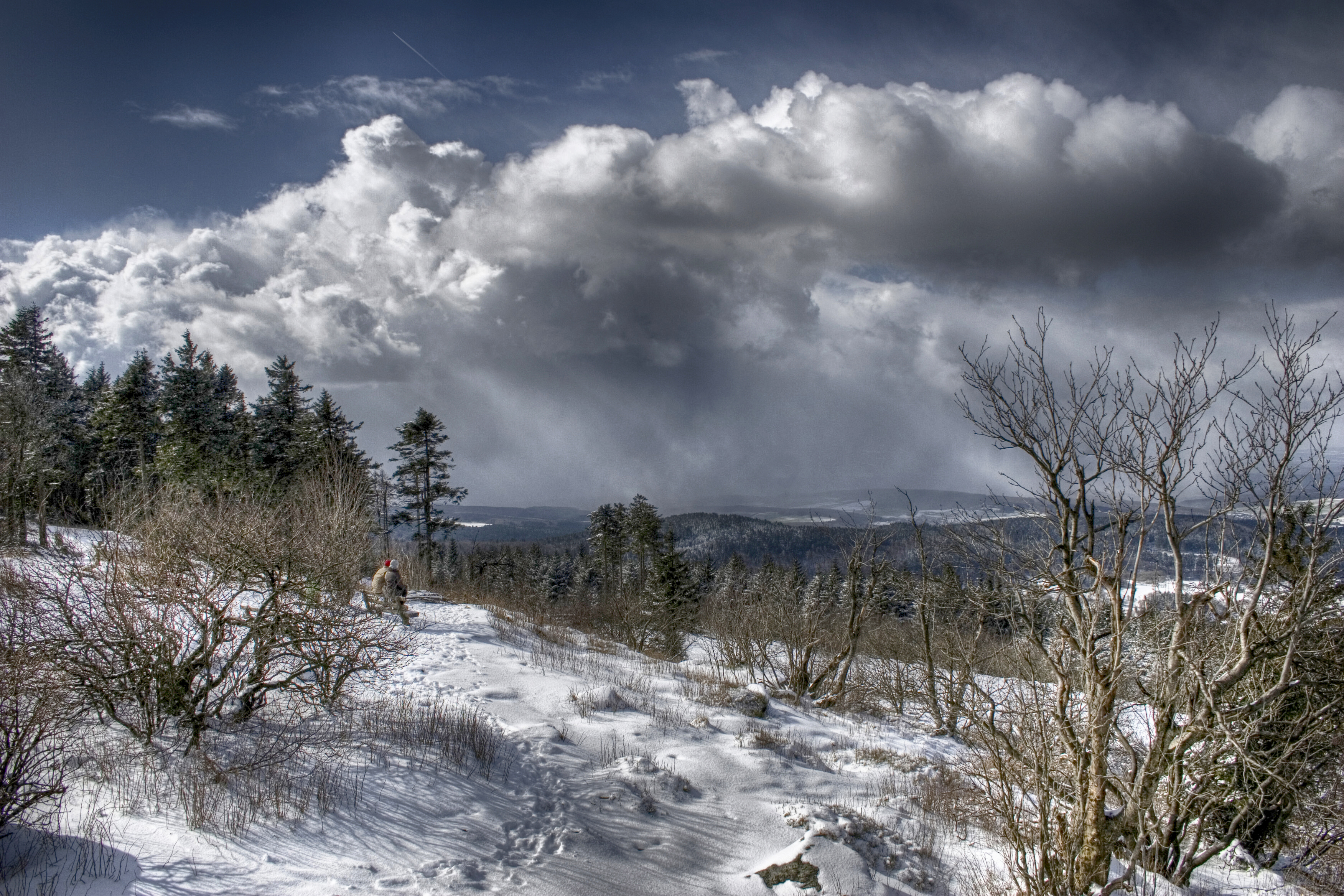
Großer Feldberg

Seit 2003 veranstaltet der Naturpark Taunus den jährlich stattfindenden Weiltalweg-Landschaftsmarathon. Zudem wird seit 2008 ein parallel zum Marathon stattfindender Staffellauf über dieselbe Marathondistanz und -strecke angeboten, wobei eine Staffel aus 4 Teilnehmern besteht. Seit 2010 bietet der Park zusätzlich einen 22-km-Lauf an.

## Sehenswertes

### Verschiedenes

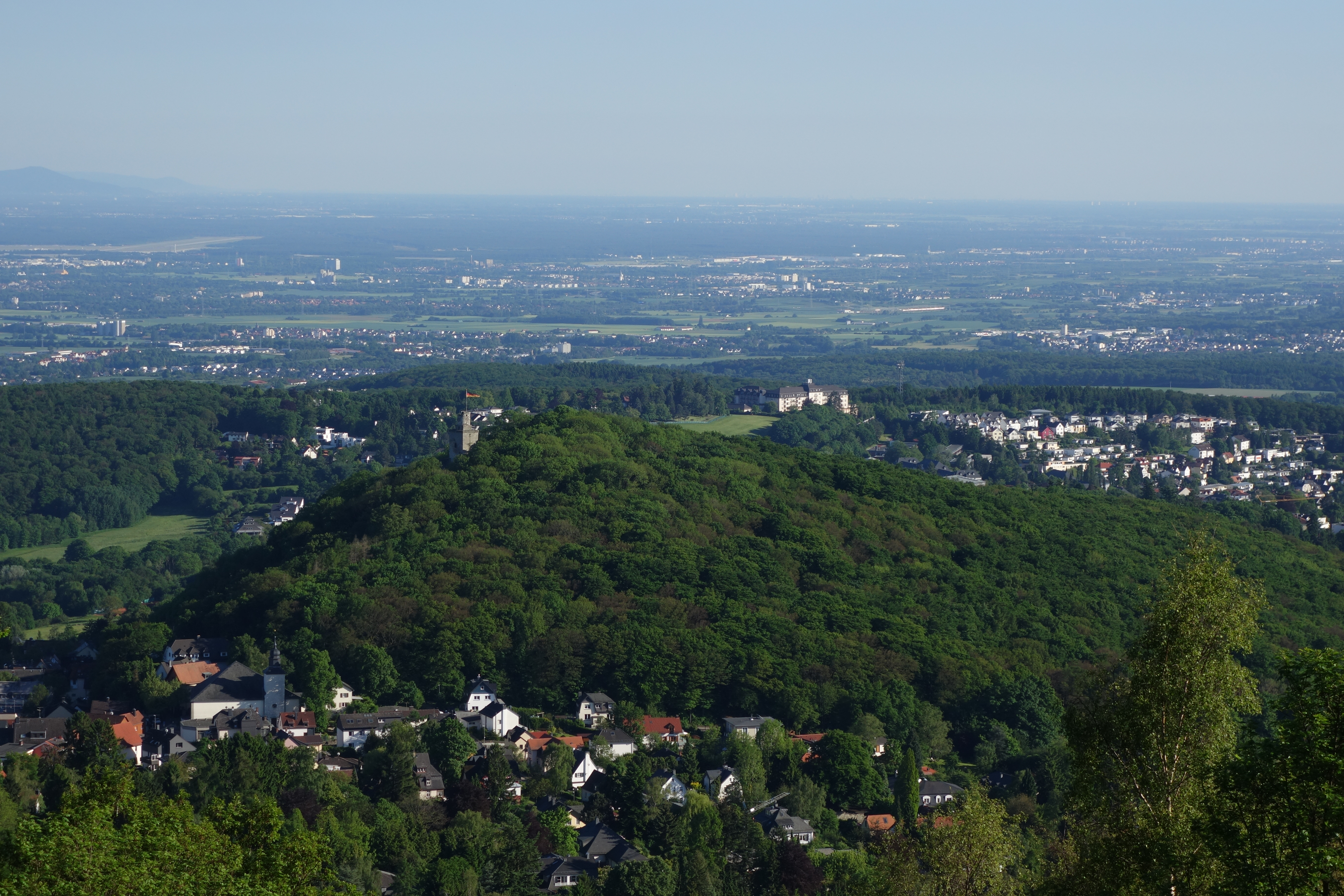
Blick vom Lips-Tempel auf Burghain und Burgruine Falkenstein. Hinten links am Horizont der Melibokus im Odenwald, davor die Startbahn West.

- Freilichtmuseum Hessenpark – bei Neu-Anspach
- Freizeitpark Lochmühle – bei Wehrheim
- Kastell Saalburg – bei Bad Homburg vor der Höhe
- Eschbacher Klippen – bei Usingen
- Kubacher Kristallhöhle – bei Kubach
- Naturdenkmal Lahnmarmorbruch Unica – bei Villmar
- Bad Camberg – mit historischem Stadtkern und Kreuzkapelle
- Braunfels – mit Schloss Braunfels
- Königstein – mit Burg Königstein
- Falkenstein – mit Burgruine Falkenstein
- Kronberg – mit Burg Kronberg
- Weilburg – mit Schloss Weilburg
- Großer Feldberg – mit 881,5 m ü. NHN die höchste Erhebung des Taunus, bei Schmitten im Taunus-Oberreifenberg
- Weiltal – mit Weilquelle am Kastell Kleiner Feldberg
- Opel-Zoo – zwischen Königstein und Kronberg
- Vogelburg – bei Weilrod-Hasselbach
- Wildpark Tiergarten Weilburg – bei Weilburg-Hirschhausen

### Aussichtstürme

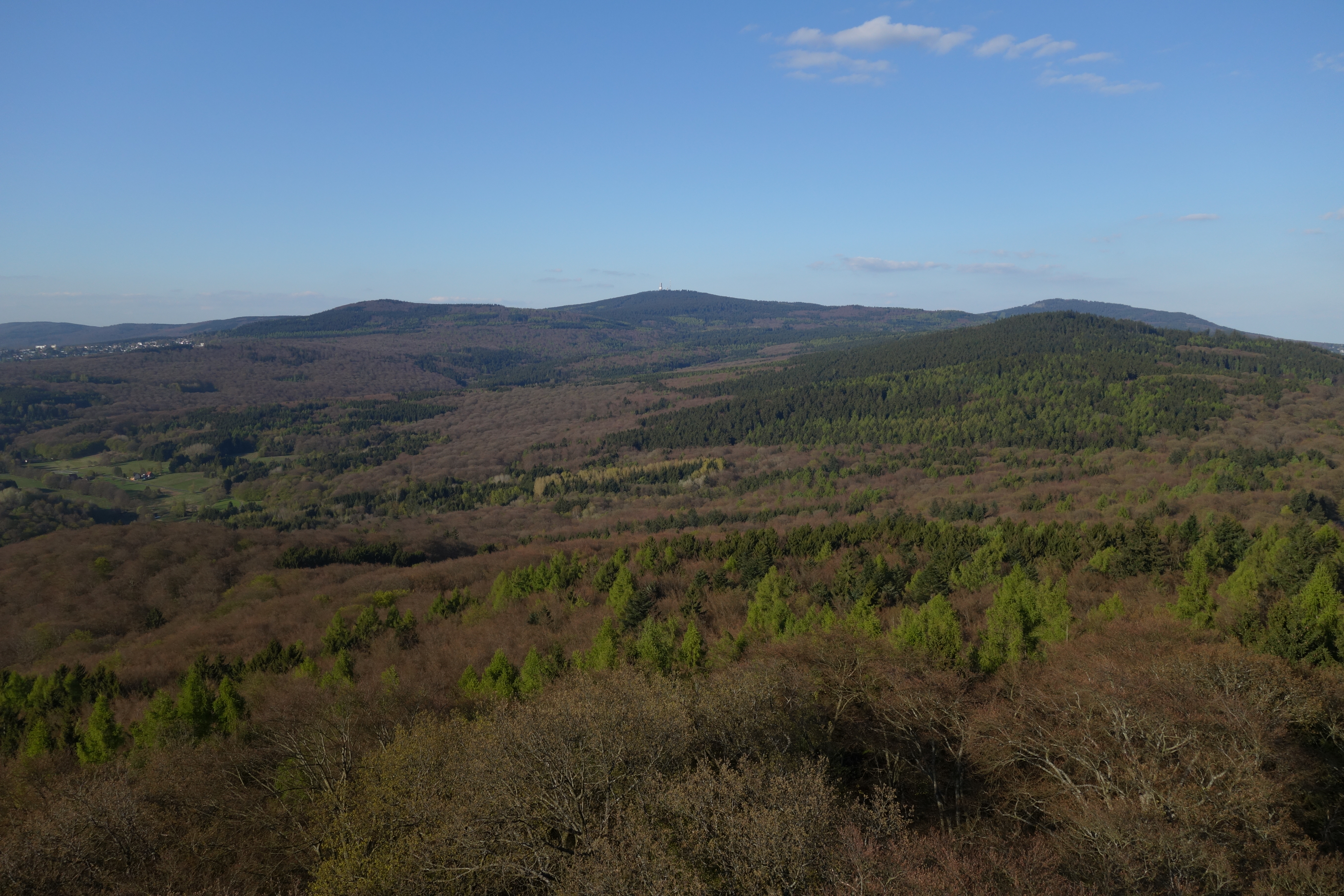
Blick vom 2017 abgebrannten Atzelbergturm: Rechts im Bildmittelgrund der Berg Eichkopf bei Ruppertshain, mit 563,3 Metern die höchste Erhebung des Main-Taunus-Kreises. Direkt dahinter der Altkönig, mittig der Große Feldberg sowie halblinks der Glaskopf.

Im Naturparkgebiet stehen auf teils markanten Bergen und Erhebungen einige Aussichtstürme:
(Name, Höhe in Metern (m) über NHN, Lage; Höhe, wenn nicht anders angegeben, laut ; alphabetisch sortiert)
- Gaulskopf (396,8 m), bei Wehrheim-Pfaffenwiesbach
- Großer Feldberg (881,5 m)[5], bei Schmitten im Taunus-Oberreifenberg
- Hausberg (485,7 m), bei Butzbach-Hausen-Oes
- Hardtberg (408,7 m), bei Königstein-Mammolshain
- Herzberg (591,4 m), bei Bad Homburg vor der Höhe
- Kapellenberg (292,0 m), mit Meisterturm, bei Hofheim am Taunus
- Pferdskopf (662,6 m), bei Schmitten im Taunus-Treisberg
- Stoppelberg (401,2 m), bei Wetzlar
- Winterstein (482,3 m), bei Wehrheim-Pfaffenwiesbach